# Jan Rietveld

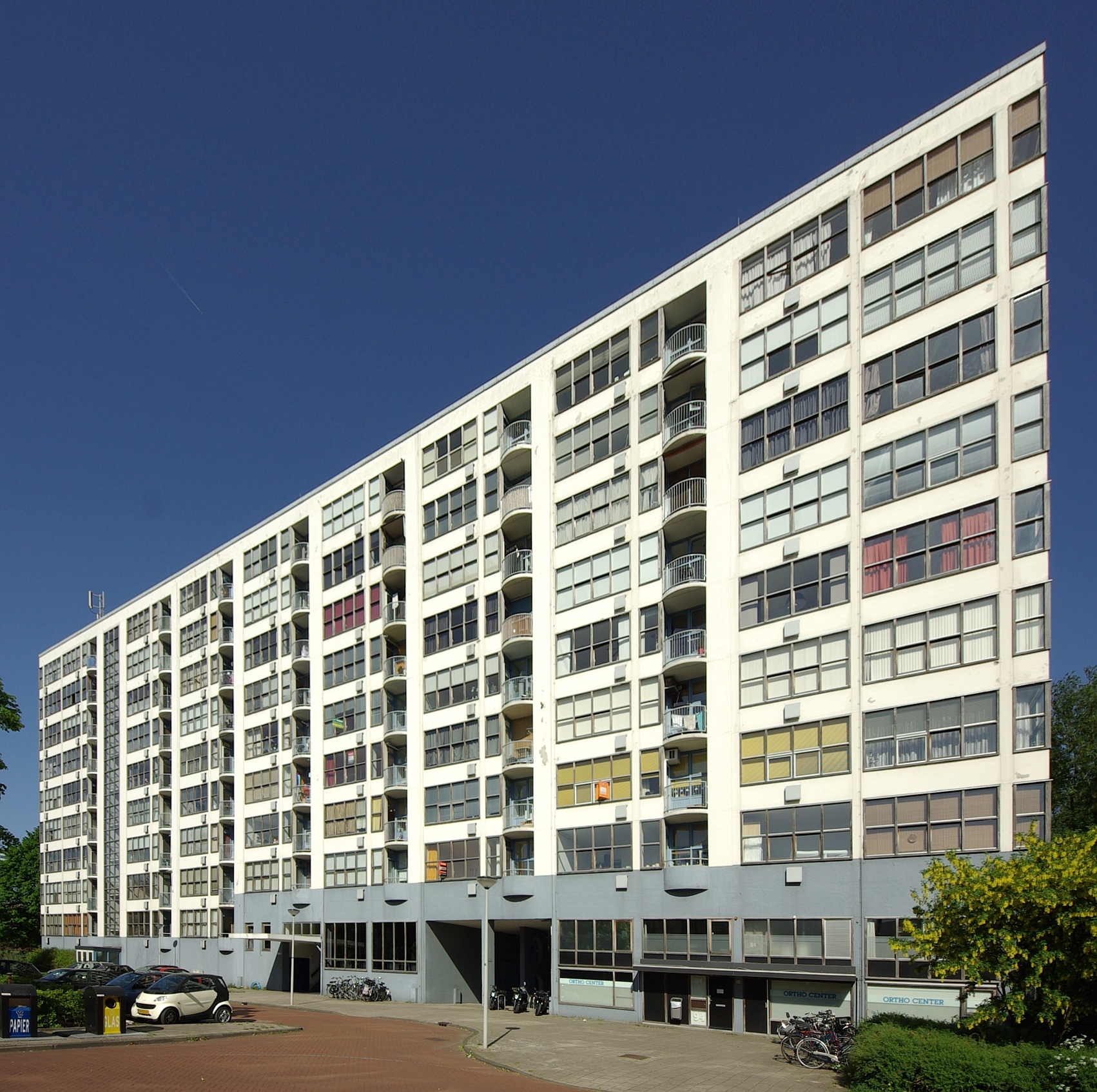

Jan Cornelis Rietveld (Utrecht, 27 april 1919 - Amsterdam, 17 december 1986) was een Nederlands architect. Rietveld ontwierp veel vrijstaande grote woonhuizen, vaak met een praktijkruimte. Behalve de Westereindflat in Amsterdam zijn geen grote bouwprojecten van hem uitgevoerd. Qua stijl heeft zijn werk raakvlakken met het Nieuwe Bouwen en het werk van zijn vader Gerrit Rietveld.

## Biografie
Jan Rietveld was een zoon van ontwerper en architect Gerrit Rietveld (1888-1964). Hij was een broer van de kunstschilderes Bep Rietveld, de ontwerper Wim Rietveld en de meubelontwerper Gerrit Rietveld jr.
Hij volgde de avondopleiding aan de Academie van Bouwkunst in Amsterdam, waar hij in 1949 afstudeerde bij Bernard Bijvoet. Hij werkte in het begin van zijn loopbaan bij de architectenbureaus Van Tijen & Maaskant, Brinkman & Van den Broek, en bij zijn vader. In 1947 begon hij als zelfstandig architect. Van 1947 tot 1959 was hij betrokken bij de Amsterdams architectengroep De 8 en ook korte tijd lid van de Rotterdamse tegenhanger de Opbouw.
Hij was docent Interieurontwerpen aan de kunstacademie van Enschede (1951-1955) en docent Interieurontwerpen en Architectuurvormgeving aan de Gerrit Rietveld Academie in Amsterdam (1955-1984). In 1970 werd hij buitengewoon hoogleraar aan de Technische Hogeschool Delft.

## Stijl
Qua stijl heeft zijn werk raakvlakken met het Nieuwe Bouwen en het werk van zijn vader. Hij ging losjes om met bestaande architectuurtheorieën en werkte vanuit de praktijk van het ontwerpen. De uiterlijke vorm van bouwwerken hing volgens hem vooral af van de wensen van opdrachtgevers. Anders dan veel architecten van zijn generatie werkte hij graag met natuurlijke, traditionele bouwmaterialen, zoals baksteen. Ook hield hij in zijn ontwerpen niet vast aan rechthoekigheid.

## Werk
Rietveld ontwierp veel vrijstaande grote woonhuizen, vaak met een praktijkruimte. Behalve de Westereindflat (1956-1957) in Amsterdam, zijn geen grote bouwprojecten van hem uitgevoerd. Ontwerpen voor een scheepvaartmuseum, een theater en een recreatiepark werden nooit uitgevoerd. Hij weigerde uit principe kerken, gevangenissen en kazernes te bouwen.
Begin jaren vijftig heeft hij samen met architect P. R.  Bloemsma (1899-1975) - aan de westkant van de Westeinderflat - 84 eengezinswoningen, 4 atelierwoningen en 22 autoboxen ontworpen en gebouwd. Voor constructieberekeningen en tekeningen werd de hulp ingeroepen van architecten L. Göbel en G. den Hertog, die net als de opdrachtgever (C. Balke) aan het Surinameplein kantoor hielden.
In Buitenveldert heeft hij - aan de Kleine Wetering - 2 villa's (Hartelstein 8 uit 1959 en Daelenbroek 5 uit 1963) ontworpen die allebei gesloopt zijn.
Rietvelds kleinste huisje stond in Bergen aan de Herenweg 13S, huis Rona geheten, dat als zomerhuisje in 1960 ontworpen is voor de fotografe Jutka Rona. Ook dit is gesloopt maar er is bij de nieuwbouw - door architect Jan Tijmes uit Loenen - uitgegaan van de oorspronkelijke plattegrond.
Zijn werk was in 1991 samen met dat van zijn zuster Bep en zijn broers Wim en Gerrit jr. onderdeel van de tentoonstelling Vier keer Rietveld.